# اچ‌ام‌تی اسوانا
اچ‌ام‌تی اسوانا (به انگلیسی: HMT Svana) یک زیردریایی بود. این زیردریایی در سال ۱۹۳۰ ساخته شد.